# Мадам Муатесьє
«Мада́м Муатесьє́»  — портрет пізнього періоду творчості пензля французького художника Жана Огюста Домініка Енгра.

## Історія
Надзвичайно чутливий художник, Енгр мимоволі відтворив перехідну епоху в своїх портретах, хоч жіночих, хоч чоловічих.
Найбільш сміливим і далекоглядним сучасникам художника академічні картини Енгра були вже мало потрібні. Раз у раз публіка, що приходила в Салони, і критика — холодно зустрічали його картини умовно історичної тематики і навіть його точні портрети.
Мало кого міг схвилювати «Апофеоз Гомера» 1827 р., коли вулицями блукали каліки наполеонівських воєн, а всі пам'ятали роки окупації Франції чужинськими військами, вимушену еміграцію супротивників Наполеона І, шалений перебіг подій на верхівці влади без отримання стабільності довгі роки.[джерело?]
В портретах Енгр мимоволі переставав бути завзятим прихильником академізму і ставав на позиції схвильованого красою людини реаліста, хоча не визнавав реалізм Густава Курбе і приєднувався до його запеклих опонентів. Не визнавав він і творів прихильників романтизму, мистецтва схвильованого, тривожного, який відкинув античну урівноваженість.
В портретах Енгр поетично і точно фіксував ускладнену психологію покоління наполеонівських авантюр, шалених змін урядів, повернення французьких емігрантів, запеклих суперечок наполеонівських ветеранів і ще живих прихильників королівської влади. Саме як прекрасний портретист Енгр і увійде в історію мистецтва 19 століття.
Характерно, що Інгрес знайшов натхнення в мистецтві минулого, коли малює мадам Мойтесьє. Позу з рукою, що торкається щоки, була взята з фрески Геракла та телефону з Геркулануму, яку він, можливо, бачив у Неаполі в 1814 році і яка була знайома йому через гравюри. За даними Національної галереї, Тіціанський Ла Шиавона, також у галереї, можливо, надихнув другий вигляд профілю в дзеркалі. Вона носить сукню з модного і дорогого шовку Ліону, надрукованого з квітковим малюнком, який перегукується квітами та листям позолоченої рамки. Аналогічний кадр був використаний для портрета Інгреса 1853 року принцеси де Броглі.

## Опис твору
До зразків пізнього періоду творчості належить і портрет мадам Муатесьє. Неприваблива господиня не надихала художника, що поціновував античну красу. Тому портрет створювався занадто довго. Енгр малював його з перервами з 1845 по 1856 рік. Існує ще один портрет мадам Муатесьє в чорній сукні, пізніше проданий у Сполучені Штати.
Пані сидить в малорухомій позі, товста і цілком задоволена життям. Енгр не полестив моделі, статура якої нагадувала архаїчний ідол, лише перенесений у його сучасність і одягнутий у пістряву, кричущу сукню.